# Emilio Córdova
Emilio Arturo Córdova Daza (ur. 8 lipca 1991 w Limie) – peruwiański szachista, czwarty w historii arcymistrz tego kraju (tytuł otrzymał w 2008 roku).

## Kariera szachowa
Zasady gry w szachy poznał w wieku 8 lat, wkrótce zaczął odnosić pierwsze szachowe sukcesy. W 2001 r. zwyciężył (przed Fabiano Caruaną) w rozegranych w Guaymallén mistrzostwach państw panamerykańskich juniorów w kategorii do 10 lat, wynik ten powtarzając w 2002 (w Córdobie, do 12 lat) i 2004 (w Bogocie, do 14 lat) roku. Od 2001 r. corocznie reprezentuje również Peru na mistrzostwach świata juniorów (najlepszy wynik: Kalithea, 2003, VIII m. w grupie do 12 lat). W latach 2004, 2006 i 2010 wystąpił w narodowej drużynie na szachowych olimpiadach.
Normy na tytuł arcymistrza wypełnił na turniejach rozegranych w Santiago (2006, dz. I m. wspólnie z Julio Grandą Zuñigą), Chicago (2006, turniej US Open, dz. II m. za Jurijem Szulmanem, wspólnie z m.in. Aleksandrem Szabałowem, Joelem Benjaminem, Zwiadem Izorią i Grigorijem Kajdanowem) oraz Méridzie (2007, memoriał Carlosa Torre Repetto).
Do innych jego indywidualnych sukcesów należą m.in.:
- I m. w Limie (2004, turniej I Grand Prix),
- dz. I m. w Buenos Aires (2004, wspólnie z Jose Fernando Cubasem),
- dz. II m. w Loji (2005, mistrzostwa państw panamerykańskich juniorów do 20 lat, za Pablo Lafuente, wspólnie z Dmitrijem Schneiderem),
- I m. w Huacho (2005),
- dz. I m. w Buenos Aires (2006, wspólnie z Fernando Peraltą),
- I m. w Paranie (2007, mistrzostwa Ameryki Południowej juniorów do 16 lat),
- I m. w Limie (2008, memoriał Jose Marca Castañedy),
- II m. w Santiago de Cuba (2008, za Neurisem Delgado Ramirezem),
- II m. w Cali (2008, mistrzostwa państw panamerykańskich juniorów do 20 lat, za Damianem Lemosem),
- I m. w Alajueli (2008, przed m.in. Siergiejem Tiwiakowem)[5],
- I m. w Matanzas (2008),
- dz. I m. w Meridzie (2008, wspólnie z m.in. Alonso Zapatą, Nikoła Mitkowem i Walterem Arencibią),
- dz. I m. w Tolucy (2009, wspólnie z Aleksandrem Oniszczukiem i Manuelem Leonem Hoyosem),
- dz. I m. w Bogocie (2010, wspólnie z Siergiejem Tiwiakowem),
- I m. w Meridzie (2010, memoriał Carlosa Torre Repetto),
- dz II m. w Cesenatico (2010, za Władimiren Petkowem, wspólnie z Feliksem Lewinem),
- dz. I m. w Barcelonie (2012, wspólnie z m.in. Grzegorzem Gajewskim i Samuelem Shanklandem),
- I m. Bogocie (2014)[6].

Najwyższy ranking w dotychczasowej karierze osiągnął 1 czerwca 2014 r., z wynikiem 2629 punktów zajmował wówczas 2. miejsce (za Julio Grandą Zuñigą) wśród peruwiańskich szachistów.